# Wissembourg
Wissembourg település Franciaországban, Bas-Rhin megyében. Lakosainak száma 7541 fő (2022. január 1.). Wissembourg Riedseltz, Cleebourg, Climbach, Oberhoffen-lès-Wissembourg, Seebach, Rott, Salmbach, Schleithal, Steinseltz, Schweigen-Rechtenbach, Schweighofen, Kapsweyer, Steinfeld, Bobenthal és Scheibenhardt községekkel határos.

## Népesség
A település népessége az elmúlt években az alábbi módon változott:
| Lakosok száma | 7757 | 7662 | 7824 | 7537 | 7519 | 7487 | 7492 | 7516 | 7541 |
|               | 2013 | 2015 | 2016 | 2017 | 2018 | 2019 | 2020 | 2021 | 2022 |